# Meloe affinis
Meloe affinis là một loài bọ cánh cứng trong họ Meloidae. Loài này được Lucas miêu tả khoa học năm 1847.